# Endon and Stanley
Endon and Stanley es una parroquia civil del distrito de Staffordshire Moorlands, en el condado de Staffordshire (Inglaterra).

## Geografía
Según la Oficina Nacional de Estadística británica, Endon and Stanley tiene una superficie de 10,86 km².

## Demografía
Según el censo de 2001, Endon and Stanley tenía 3134 habitantes (48,76% varones, 51,24% mujeres) y una densidad de población de 288,58 hab/km². El 16,37% eran menores de 16 años, el 73,36% tenían entre 16 y 74, y el 10,27% eran mayores de 74. La media de edad era de 45,03 años. Del total de habitantes con 16 o más años, el 17,4% estaban solteros, el 68,14% casados, y el 14,46% divorciados o viudos.
El 98,28% de los habitantes eran originarios del Reino Unido. El resto de países europeos englobaban al 0,67% de la población, mientras que el 1,05% había nacido en cualquier otro lugar. Según su grupo étnico, el 98,6% eran blancos, el 1,02% mestizos, el 0,29% asiáticos, y el 0,1% chinos. El cristianismo era profesado por el 85,19%, el budismo por el 0,16%, el hinduismo por el 0,16%, el judaísmo por el 0,13%, y cualquier otra religión, salvo el islam y el sijismo, por el 0,16%. El 8,23% no eran religiosos y el 5,97% no marcaron ninguna opción en el censo.
Había 1277 hogares con residentes, 40 vacíos, y 3 eran alojamientos vacacionales o segundas residencias.